# Sesambeen

Let op de aanwezigheid van twee sesambeentjes aan het distale einde van het eerste middenvoetsbeentje.

Een sesambeen of os sesamoides is een botje dat zich bevindt in het verloop van een pees.
Bij mensen is het meest in het oog springende voorbeeld de knieschijf. Ook in de pezen die onder de voetzool naar de grote teen lopen bevinden zich vaak een of twee sesambeentjes. Verder is ook het os pisiforme, een van de handwortelbeentjes, een sesambeen.